# エクスプローシブ・プロフェッショナル・レスリング
エクスプローシブ・プロフェッショナル・レスリング（Explosive Professional Wrestling、略称：EPW）は、オーストラリアのプロレス団体。

## 歴史
2011年、設立して旗揚げ戦を開催。
日本のプロレスリング・ノア、アメリカのTNA、ROH、OVWなどに選手を派遣している。

## 参戦選手
- アダム・ブルックス（Adam Brooks）
- アレックス・キングストン（Alex Kingston）
- AZヴェガラ（AZ Vegara）
- ブルーザー・バリー（Bruiser Barry）
- カーロ・キャノン（Carlo Cannon）
- チェイス・グリフィン（Chase Griffin）
- クリス・ヴァイス（Chris Vice）
- ドリアン（Dorian）
- エリオット・セクストン（Elliot Sexton）
- ゲイヴィン・マクゲイヴィン（Gavin McGavin）
- ジョナ・ロック（Jonah Rock）
- ジョン・シューター（Josh Shooter）
- キール・ストリア（Kiel Steria）
- ロード・ジョナサン・ウィンブルドン（Lord Johnathon Wimbeldon）
- マルキウス・ピット（MarciusPitt）
- マット・シルバ（Matt Silva）
- マイク・マッシブ（Mike Massiv）
- マイキー・ニコルス（Mikey Nicholls）
- スコッティー・リヤン（Scotty Ryan）
- セバスチャン・サンダー（Sebastian Sander）
- シェイン・ヘイスト（Shane Haste）
- ザ・ブラザーズ・シュミット（The Brothers Schmidtt）
- ウォーシップ・ジェイ・ベイリー（Warship Jay Bailey）